# Museo de Gavá y Parque Arqueológico Minas de Gavá
El Museo de Gavá y Parque Arqueológico Minas de Gavá, fundado en 1978, está formado por dos equipamientos: el Museo de Gavá y el Parque Arqueológico de las Minas de Gavá. Forma parte de la Red de Museos Locales de la Diputación de Barcelona.

## Museo de Gavá

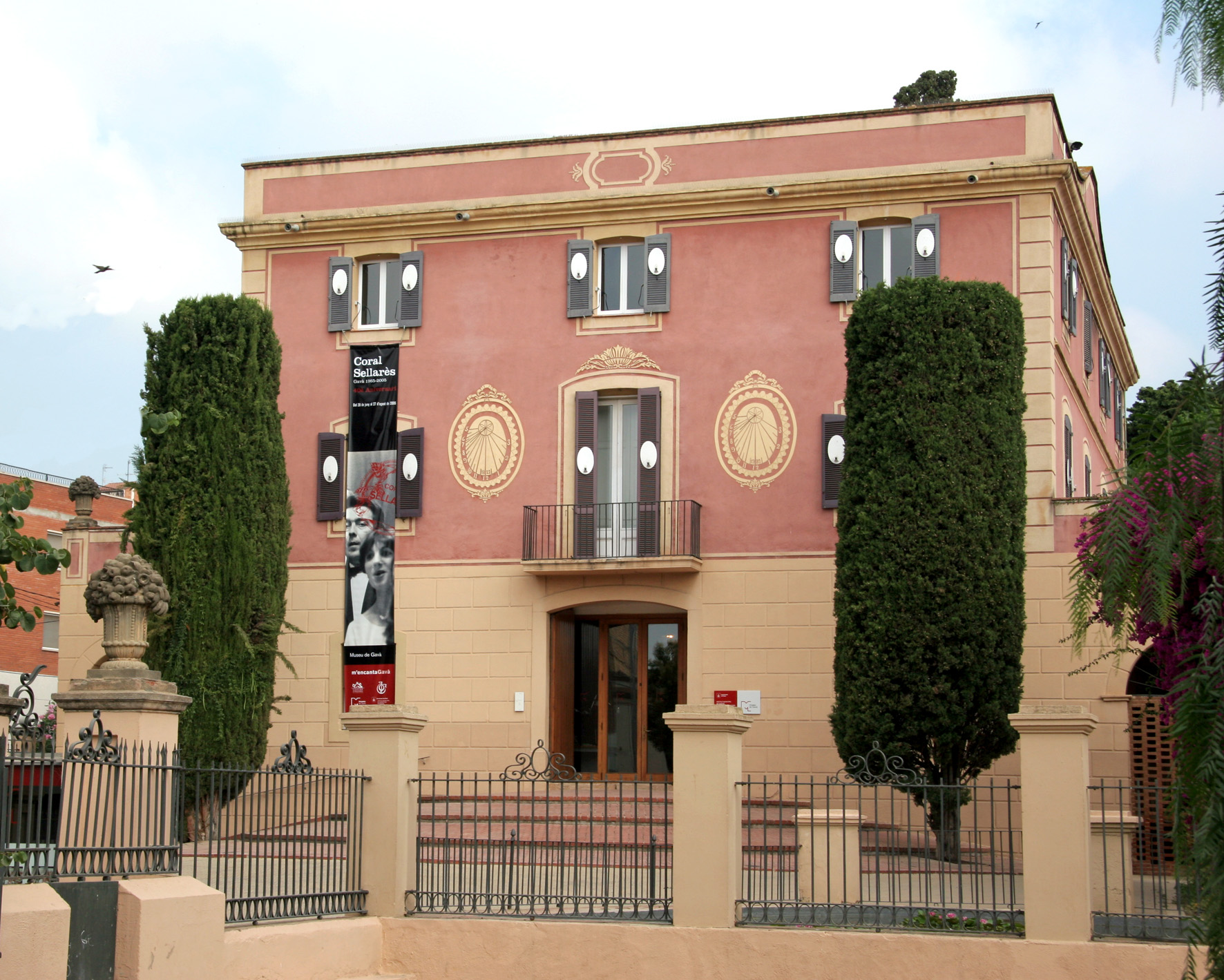
Torre Lluc, sede del Museo de Gavá.

El Museo de Gavá tiene su sede en la torre Lluc, una casa de veraneo de una familia burguesa construida en 1799. El edificio cuenta con una sala polivalente en el sótano, salas de exposiciones temporales y un taller didáctico en la planta baja, y la exposición permanente «Gavá, las voces del paisaje» en la planta noble. La visita se complementa con un jardín botánico de plantas autóctonas, agrupadas en los distintos ambientes del macizo del Garraf y del delta del Llobregat.
La Casa Museo también cuenta con un módulo multisensorial llamado "La Mirada Táctil", un espacio de interpretación táctil especialmente adaptado y diseñado para los visitantes que presenten algún tipo de dificultad visual, ceguera o movilidad reducida.

### Exposición permanente
La exposición permanente, inaugurada en 2002, propone un recorrido por las distintas etapas de la historia, desde los tiempos geológicos hasta la actualidad, prestando especial atención a la relación entre el hombre y el paisaje del Bajo Llobregat. Entre las piezas expuestas destaca especialmente la Venus de Gavá, una estatua antropomorfa de entre 5.500 y 5.000 años de antigüedad.

## Parque Arqueológico Minas de Gavá
El Parque Arqueológico Minas de Gavá, inaugurado en 2007, permite visitar el yacimiento de las Minas Prehistóricas de Gavá, las minas en galería más antiguas de Europa, dedicadas a la extracción de variscita.
El Parque Arqueológico complementa la visita al yacimiento con recreaciones con tecnologías audiovisuales y multimedia del entorno natural y social de sus pobladores.